# Cathédrale Saint-Joseph de Lang Son
Cette  cathédrale n’est pas la seule cathédrale Saint-Joseph.
La cathédrale Saint-Joseph est une cathédrale catholique qui se trouve à Lạng Sơn dans le Viêt Nam du Nord (ancien Haut-Tonkin) et la province du même nom. Elle est dédiée à saint Joseph. C'est le siège du diocèse de Lang Son et Cao Bang, suffragant de l'archidiocèse d'Hanoï.

## Histoire

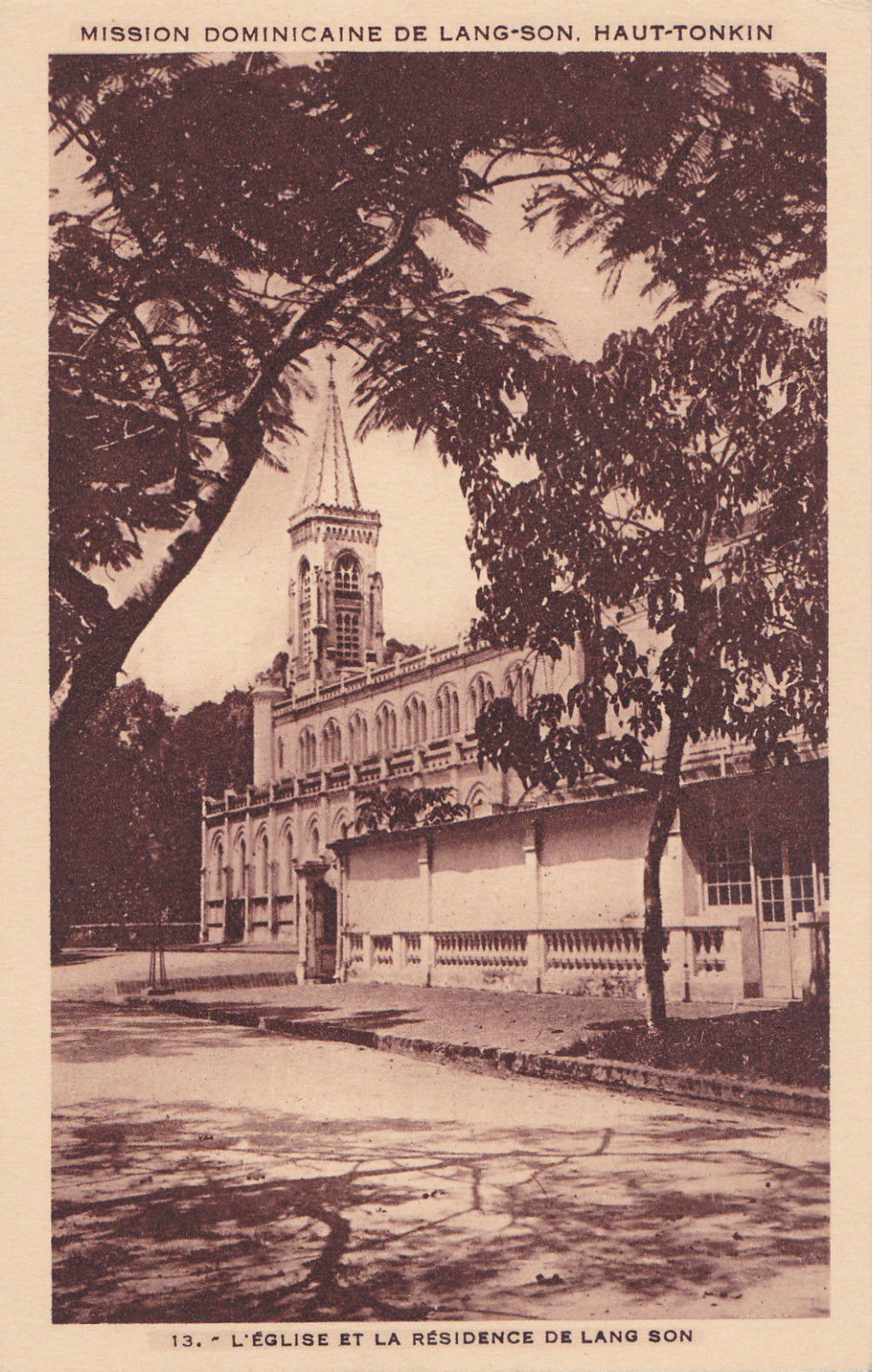
L'ancienne cathédrale, la résidence et l'école saint-Joseph.

la région est évangélisée depuis 1881 et en 1895 pour Lang Son avec l'arrivée d'un prêtre.
En 1913, la Propaganda Fide érige la préfecture apostolique de Lang Son qui est confiée aux dominicains français de la province de Lyon. L'église est construite à partir de 1923 selon les dessins du père Brebion, près de la gare centrale. La première pierre est bénie par Mgr Lécroart S.J. (qui faisait une visite canonique en Indochine pour le compte du Saint-Siège) et elle est achevée en 1924 et consacrée le 14 août en présence du R.P. Perier, supérieur de la province dominicaine de Lyon. L'église reçoit la visite du T.R.P. Gillet, maître général des dominicains, à la fin de l'année 1937.
Le 30 novembre 1939, la préfecture apostolique est élevée au rang de vicariat apostolique (avec Mgr Félix Hedde O.P. à sa tête) et ce dernier en 1960 au rang de diocèse par le décret Venerabilium Nostrorum de Jean XXIII. Les années de la guerre du Viêt Nam lui causent de graves dommages. La cathédrale s'écroule en 1969, ne laissant qu'une tour. En 1979 au moment de la guerre frontalière entre la Chine et le Vietnam, elle est entièrement rasée.
En octobre 2004, Mgr Joseph Ngo Quang Kiet  inaugure une nouvelle cathédrale, en présence de vingt-deux évêques et cinq mille fidèles. À cette occasion , il déclare: « L'édifice est l'église-mère des paroisses du diocèse. La cathédrale est la mère de l'Église locale, le foyer du culte pour la vie du diocèse (...) Elle est le signe tangible de l'Église du Christ sur la terre » .
L'ancienne cathédrale était de style éclectique néo-gothique. La nouvelle, d'une superficie de 700 m2, s'inspire du style vietnamien avec double-toit de tuiles vertes aux pans relevés et une tour de cinq étages (avec cinq toits) symbolisant les cinq éléments de l'univers.